# Martin Thörnberg
Martin Thörnberg (Jönköping, 6 agosto 1983) è un ex hockeista su ghiaccio svedese.
Si è laureato campione del mondo con la Svezia nel 2013 (dopo aver vinto in precedenza un bronzo nel 2009 e un argento nel 2011). A livello di club vanta la vittoria di quattro titoli svedesi con l'HV71.
È figlio di Ove e fratello di Jesper Thörnberg, entrambi a loro volta giocatori di hockey su ghiaccio.

## Palmarès

### Club
- Campionato svedese: 4

HV71: 2003-2004, 2007-2008, 2009-2010, 2016-2017

### Mondiali
- 3 medaglie:
  - 1 oro (Svezia/Finlandia 2013)
  - 1 argento (Slovacchia 2011)
  - 1 bronzo (Svizzera 2009)